# İrfan Kangı

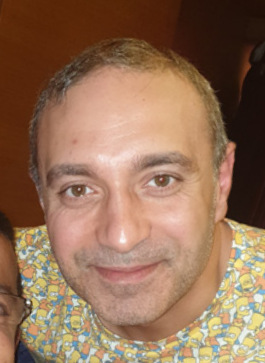
İrfan Kangı

İrfan Kangı (* 9. September 1976 in Istanbul) ist ein türkischer Schauspieler und Fernsehmoderator.

## Leben und Karriere
Kamgı wurde am 9. September 1976 in Istanbul geboren. Er studierte am Müjdat Gezen Sanat Merkezi. Sein Debüt gab er 1996 in der Fernsehserie Tatlı Kaçıklar. Von 2006 bis 2007 moderierte er die Koch-Sendung Lezzet Avcısı. Anschließend nahm er 2013 an der Sendung Benzemez Kimse Sana teil. 2013 war Kangı in dem Film  Recep İvedik 4 zu sehen. Außerdem bekam Kangı 2018 in dem Film Kayhan die Hauptrolle. Unter anderem spielte er 2022 in dem Film Recep İvedik 7 die Hauptrolle.

## Filmografie
Filme
- 2014: Recep İvedik 4
- 2014: Zaman Makinesi 1973
- 2015: Figüran
- 2015: En Güzeli
- 2016: Dünyanın En Güzel Kokusu
- 2017: Dünyanın En Güzel Kokusu 2
- 2017: Organik Aşk Hikayeleri
- 2018:  Kayhan
- 2018: Bende Bu Kadar
- 2022: Recep İvedik 7

Serien
- 1996: Tatlı Kaçıklar
- 2007: Vatan Sağolsun
- 2008: Pulsar
- 2011: Alemin Kıralı
- 2012: Hayatımın Rolü
- 2016: Kertenkele: Yeniden Doğuş
- 2018: Keşke Hiç Büyümeseydik
- 2018: Çocuklar Duymasın
- 2021: Seksenler